# Кри (языки)
Кри — группа близкородственных языков алгонкинской подсемьи алгских языков, распространённая в Канаде от Альберты до Лабрадора.
На кри говорит около 117 тысяч человек.

## Диалектный континуум

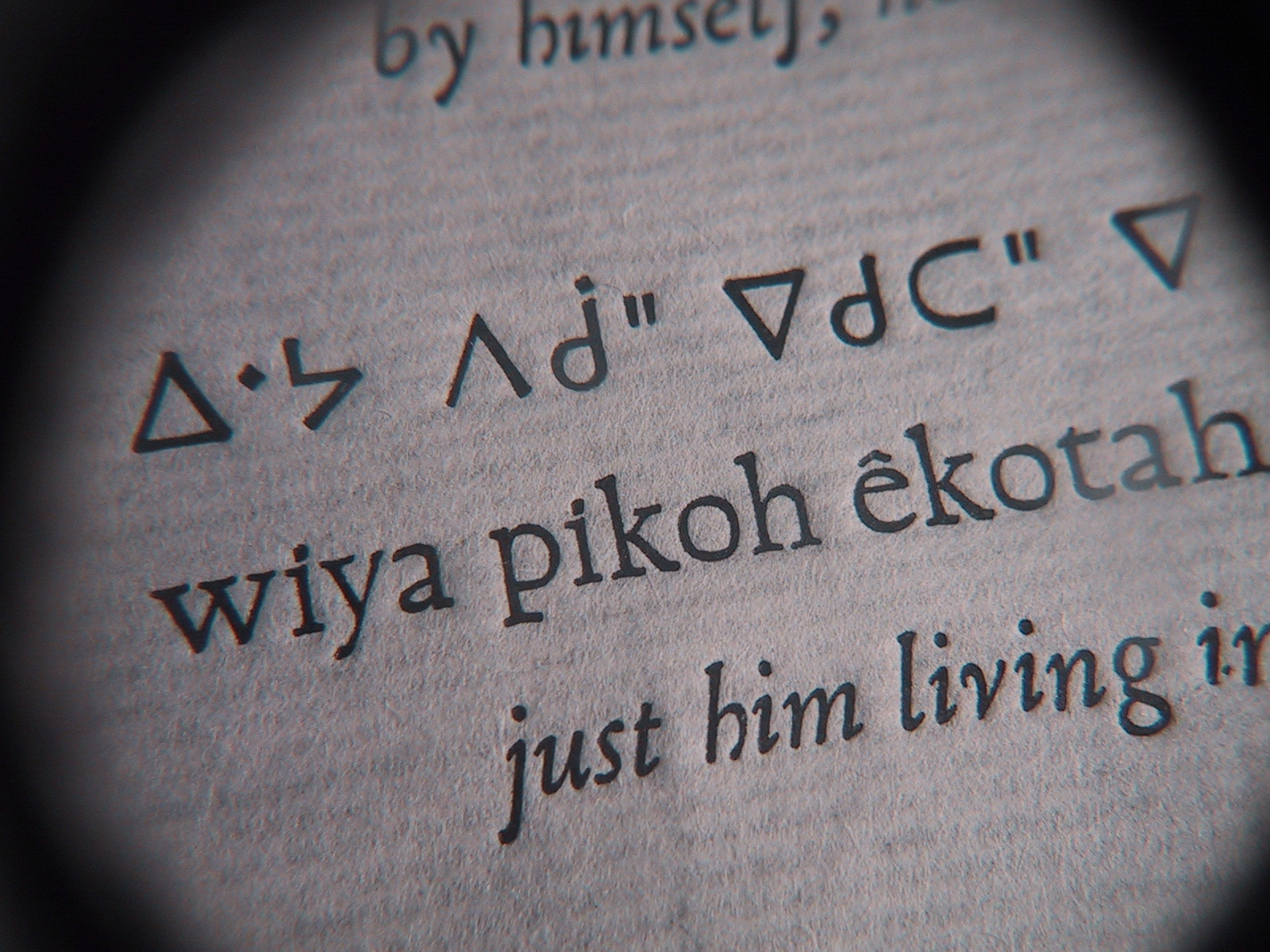
Язык кри в записи

Диалектный континуум языков кри может быть разделён на языки по нескольким критериям. В диалектах, распространённых в северном Онтарио и на северо-западном побережье Квебека, различаются звуки /ʃ/ и /s/. Эти звуки не отличаются как в западных (произносятся как /s/), так и в восточных диалектах (оба произносятся как /ʃ/ или /h/). В нескольких диалектах, включая северный равнинный кри и лесной кри, долгий гласный /eː/ и /iː/ слились в один гласный /iː/. В некоторых квебекских общинах долгий гласный /eː/ слился с /aː/.
Однако наиболее очевидное отличие между диалектами кри проявляется в отношении произношения протоалгонкинского [l] в современных диалектах, как показано в таблице:
| Диалект                | Распространение                                                       | Соответствие для [l] | *elenyiwa («абориген») | *kīla' («ты») |
| ---------------------- | --------------------------------------------------------------------- | -------------------- | ---------------------- | ------------- |
| Равнинный кри          | Саскачеван, Альберта, Британская Колумбия, Северо-Западные территории | y                    | iyiniw                 | kiya          |
| Лесной кри             | Манитоба, Саскачеван                                                  | ð/th                 | iðiniw/ithiniw         | kīða/kītha    |
| Болотный кри           | Онтарио, Манитоба, Саскачеван                                         | n                    | ininiw                 | kīna          |
| Мусский кри            | Онтарио                                                               | l                    | ililiw                 | kīla          |
| Северный восточный кри | Квебек                                                                | y                    | īyiyū                  | čiy ᒌ         |
| Южный восточный кри    | Квебек                                                                | y                    | iynū                   | čiy ᒌ         |
| Наскапи                | Квебек                                                                | y                    | iyyū                   | čiy           |
| Атикамек               | Квебек                                                                | r                    | iriniw                 | kira          |
| Западный инну          | Квебек                                                                | l                    | ilnū                   | čil           |
| Восточный инну         | Квебек, Ньюфаундленд и Лабрадор                                       | n                    | innū                   | čin           |

Равнинные кри, говорящие на диалекте y, называют свой язык nēhiyawēwin, лесные кри произносят это слово как nīhithawīwin, а болотные кри — nēhinawēwin. Похожее чередование происходит в языках сиу: дакота (язык), накота и лакота.
Другим важным фонетическим отличием между диалектами кри является палатализация протоалгонкинского [k]. К востоку от границы Онтарио и Квебека (кроме атикамек) протоалгонкинский [k] перед передними гласными перешёл в /tʃ/ или /ts/ (см. таблицу в столбце *kīla).
Очень часто диалектный континуум кри делится на два языка: кри и монтанье. Кри включает все диалекты, в которых не произошёл переход [k] → /tʃ/ (провинции от Британской Колумбии до Квебека), а монтанье охватывает территорию, где такое чередование произошло (провинции от Квебека по Ньюфаундленд и Лабрадор). Такое деление удобно с лингвистической точки зрения, но сбивает с толку, так как восточный кри включается в монтанье. Для практических целей в кри обычно включаются диалекты, использующие канадское слоговое письмо (в том числе атикамек, но исключая наскапи), а монтанье относят к языкам, использующим латиницу (за исключением атикамека и включая наскапи). Термин «наскапи» относится как правило к y-диалекту (Квебек) и n-диалекту (Ньюфаундленд и Лабрадор).

## Группы диалектов
В рамках алгонкинских языков кри образуют отдельную ветвь, называемую также кри-монтанье.
- ветвь кри-монтанье:
  - группа кри: центральный кри, западный кри, атикамек
  - группа монтанье-наскапи: восточный кри, монтанье-наскапи, наскапи

Диалекты кри делятся в общих чертах на девять групп. С запада на восток:
- равнинный кри (y-диалект, англ. Plains Cree)
- лесной (скалистый) кри (th-диалект, англ. Woods/Rocky Cree)
- болотный кри (n-диалект, англ. Swampy Cree)

Болотный кри делится в свою очередь на восточный и западный, которые отличаются использованием фонемы ʃ. В западном диалекте ʃ сливается с s.
- мусский кри (l-диалект, англ. Moose Cree)
- восточный кри (y-диалект, иногда называемый кри залива Джеймс) — англ. James Bay Cree).

Кри залива Джеймс распадается на северный и восточный диалекты, которые отличаются числом гласных. Долгие гласные ē и ā в северном диалекте сливаются, но различаются в южном. Кроме того, южный диалект утратил различие между [s] и [ʃ]. В этом южный диалект попадает в ряд языков монтанье, в которых обе фонемы перешли в [ʃ]. Несмотря на отличия, люди из этих групп легко понимают друг друга.
- атикамек (r-диалект, англ. Atikamekw)
- западный монтанье (l-диалект, англ. Western Montagnais)
- восточный монтанье n-диалект, иногда называемый Innu-aimun, англ. Eastern Montagnais)
- наскапи (y-диалект, англ. Naskapi)

## Синтаксис
Как многие языки коренных народов Америки, кри отличается сложной полисинтетической морфологией и синтаксисом. Слово в кри может быть очень длинным и выражать понятие, требующее в европейских языках использования многих слов. Например, в равнинном кри слово «школа» будет kiskinohamātowikamik, но чтобы сказать «он всегда так танцует», достаточно слова ki-isi-nanīmihitow.

## Письменность

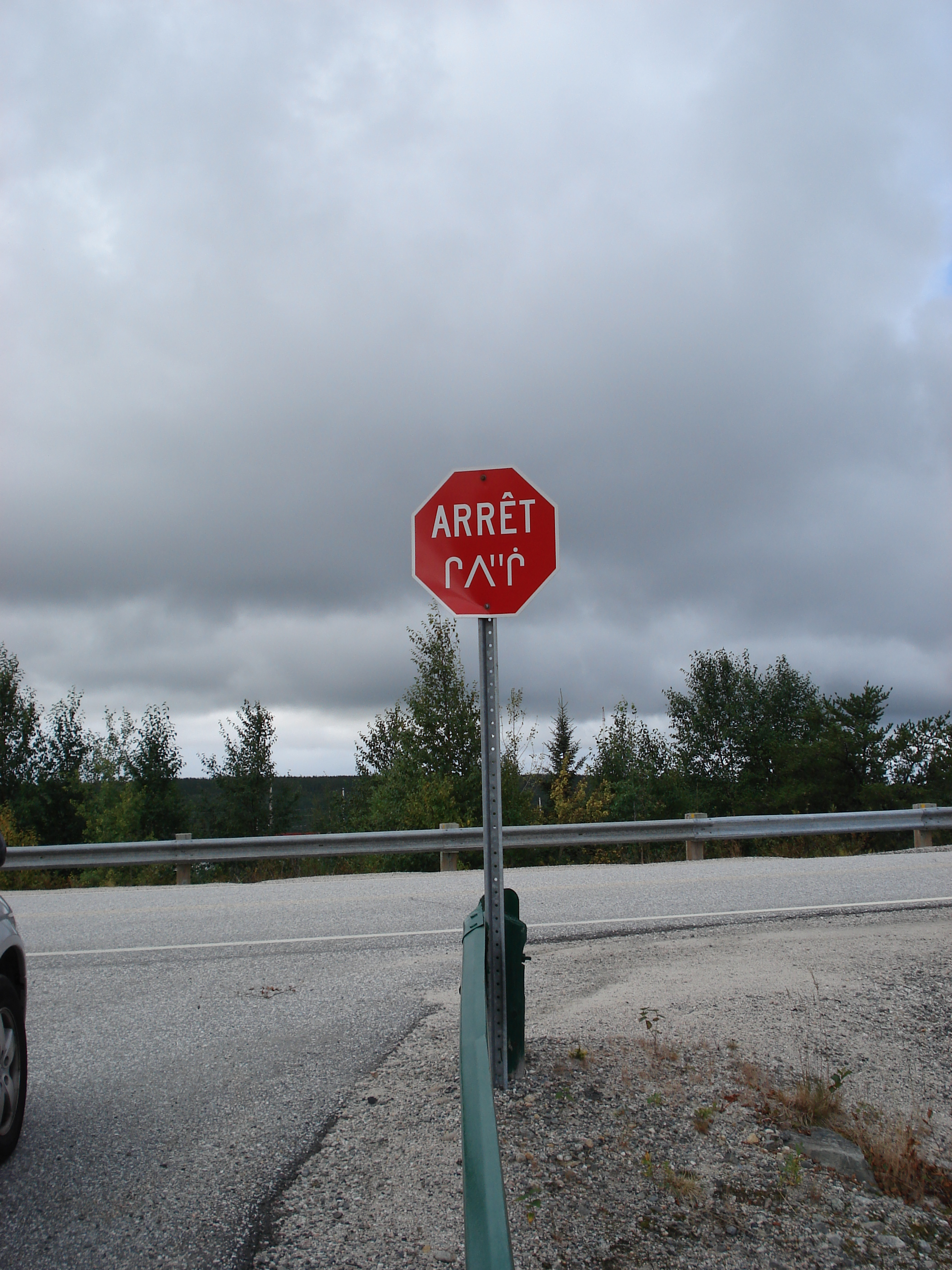
Дорожный знак STOP на французском и кри в Квебеке

Диалекты кри, кроме распространенных в восточном Квебеке и на Лабрадоре, традиционно записываются слоговой азбукой (вариантом канадского слогового письма), но могут использовать и латиницу. Самые восточные диалекты используют только латиницу.
| Азбука восточного кри | Азбука восточного кри | Азбука восточного кри | Азбука восточного кри | Азбука восточного кри | Азбука восточного кри | Азбука восточного кри | Азбука восточного кри | Азбука восточного кри |
| Начало слога          | Гласные               | Гласные               | Гласные               | Гласные               | Гласные               | Гласные               | Гласные               | Конец слога           |
| Начало слога          | ê                     | i                     | o                     | a                     | î                     | ô                     | â                     | Конец слога           |
| --------------------- | --------------------- | --------------------- | --------------------- | --------------------- | --------------------- | --------------------- | --------------------- | --------------------- |
|                       | ᐁ                     | ᐃ                     | ᐅ                     | ᐊ                     | ᐄ                     | ᐆ                     | ᐋ                     |                       |
| p                     | ᐯ                     | ᐱ                     | ᐳ                     | ᐸ                     | ᐲ                     | ᐴ                     | ᐹ                     | ᑉ                     |
| t                     | ᑌ                     | ᑎ                     | ᑐ                     | ᑕ                     | ᑏ                     | ᑑ                     | ᑖ                     | ᑦ                     |
| k                     | ᑫ                     | ᑭ                     | ᑯ                     | ᑲ                     | ᑮ                     | ᑰ                     | ᑳ                     | ᒃ                     |
| c                     | ᒉ                     | ᒋ                     | ᒍ                     | ᒐ                     | ᒌ                     | ᒎ                     | ᒑ                     | ᒡ                     |
| m                     | ᒣ                     | ᒥ                     | ᒧ                     | ᒪ                     | ᒦ                     | ᒨ                     | ᒫ                     | ᒻ                     |
| n                     | ᓀ                     | ᓂ                     | ᓄ                     | ᓇ                     | ᓃ                     | ᓅ                     | ᓈ                     | ᓐ                     |
| s                     | ᓭ                     | ᓯ                     | ᓱ                     | ᓴ                     | ᓰ                     | ᓲ                     | ᓵ                     | ᔅ                     |
| sh                    | ᔐ                     | ᔑ                     | ᔓ                     | ᔕ                     | ᔒ                     | ᔔ                     | ᔖ                     | ᔥ                     |
| y                     | ᔦ                     | ᔨ                     | ᔪ                     | ᔭ                     | ᔩ                     | ᔫ                     | ᔮ                     | ᔾ (ᐤ)                 |
| r                     | ᕃ                     | ᕆ                     | ᕈ                     | ᕋ                     | ᕇ                     | ᕉ                     | ᕌ                     | ᕐ                     |
| l                     | ᓓ                     | ᓕ                     | ᓗ                     | ᓚ                     | ᓖ                     | ᓘ                     | ᓛ                     | ᓪ                     |
| v, f                  | ᕓ                     | ᕕ                     | ᕗ                     | ᕙ                     | ᕖ                     | ᕘ                     | ᕚ                     | ᕝ                     |
| th*                   | ᕞ                     | ᕠ                     | ᕤ                     | ᕦ                     | ᕢ                     | ᕥ                     | ᕧ                     | ᕪ                     |
| w                     | ᐌ                     | ᐎ                     | ᐒ                     | ᐗ                     | ᐐ                     | ᐔ                     | ᐙ                     | ᐤ                     |
| h                     | ᐦᐁ                    | ᐦᐃ                    | ᐦᐅ                    | ᐦᐊ                    | ᐦᐄ                    | ᐦᐆ                    | ᐦᐋ                    | ᐦ                     |

| Азбука западного кри | Азбука западного кри | Азбука западного кри | Азбука западного кри | Азбука западного кри | Азбука западного кри | Азбука западного кри | Азбука западного кри | Азбука западного кри |
| Начало слога         | Гласные              | Гласные              | Гласные              | Гласные              | Гласные              | Гласные              | Гласные              | Конец слога          |
| Начало слога         | ê                    | i                    | o                    | a                    | î                    | ô                    | â                    | Конец слога          |
| -------------------- | -------------------- | -------------------- | -------------------- | -------------------- | -------------------- | -------------------- | -------------------- | -------------------- |
|                      | ᐁ                    | ᐃ                    | ᐅ                    | ᐊ                    | ᐄ                    | ᐆ                    | ᐋ                    |                      |
| p                    | ᐯ                    | ᐱ                    | ᐳ                    | ᐸ                    | ᐲ                    | ᐴ                    | ᐹ                    | ᑊ                    |
| t                    | ᑌ                    | ᑎ                    | ᑐ                    | ᑕ                    | ᑏ                    | ᑑ                    | ᑖ                    | ᐟ                    |
| k                    | ᑫ                    | ᑭ                    | ᑯ                    | ᑲ                    | ᑮ                    | ᑰ                    | ᑳ                    | ᐠ                    |
| c                    | ᒉ                    | ᒋ                    | ᒍ                    | ᒐ                    | ᒌ                    | ᒎ                    | ᒑ                    | ᐨ                    |
| m                    | ᒣ                    | ᒥ                    | ᒧ                    | ᒪ                    | ᒦ                    | ᒨ                    | ᒫ                    | ᒼ                    |
| n                    | ᓀ                    | ᓂ                    | ᓄ                    | ᓇ                    | ᓃ                    | ᓅ                    | ᓈ                    | ᐣ                    |
| s                    | ᓭ                    | ᓯ                    | ᓱ                    | ᓴ                    | ᓰ                    | ᓲ                    | ᓵ                    | ᐢ                    |
| y                    | ᔦ                    | ᔨ                    | ᔪ                    | ᔭ                    | ᔩ                    | ᔫ                    | ᔮ                    | ᐩ (ᐝ)                |
| th                   | ᖧ                    | ᖨ                    | ᖪ                    | ᖬ                    | ᖩ                    | ᖫ                    | ᖭ                    | ‡                    |
| w                    | ᐍ                    | ᐏ                    | ᐓ                    | ᐘ                    | ᐑ                    | ᐕ                    | ᐚ                    | ᐤ                    |
| h                    | ᐦᐁ                   | ᐦᐃ                   | ᐦᐅ                   | ᐦᐊ                   | ᐦᐄ                   | ᐦᐆ                   | ᐦᐋ                   | ᐦ                    |
| hk                   |                      |                      |                      |                      |                      |                      |                      | ᕽ                    |
| l                    | ᓬ                    | ᓬ                    | ᓬ                    | ᓬ                    | ᓬ                    | ᓬ                    | ᓬ                    | ᓬ                    |
| r                    | ᕒ                    | ᕒ                    | ᕒ                    | ᕒ                    | ᕒ                    | ᕒ                    | ᕒ                    | ᕒ                    |

## Википедия на языке кри
Существует раздел Википедии на языке кри («Википедия на языке кри»), первая правка в нём была сделана в 2004 году. По состоянию на 2:19 (UTC) 21 марта 2025 года раздел содержит 13 статей (общее число страниц — 2325); в нём зарегистрировано 21 344 участника, двое из них имеют статус администратора; 18 участников совершили какие-либо действия за последние 30 дней; общее число правок за время существования раздела составляет 40 662.

## Креольские языки на основе кри
Кри послужил основой для двух уникальных смешанных языков западной Канады:
- мичиф сочетает кри и французский,
- банги — кри и шотландский гаэльский.

На обоих языках говорили метисы-следопыты и поселенцы в западной Канаде.
Кроме того, многие слова кри вошли в лексику чинукского жаргона — «торгового» языка, использовавшегося до некоторого времени в контактах с европейцами.

## Официальный статус

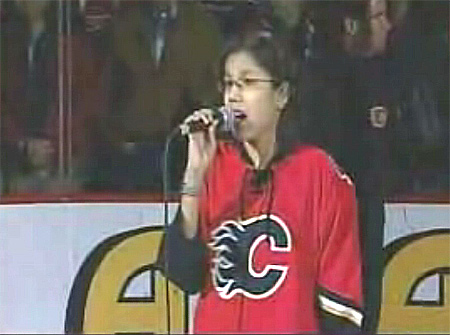
Акина Шёрт — певица, исполняющая песни на кри. Она стала известна благодаря исполнению Гимна Канады на кри во время хоккейного матча в Национальной хоккейной лиге 3 февраля 2007 года (на фото)

Социальный и правовой статус кри различен в разных регионах Канады. Кри является одним из семи официальных языков Северо-Западных территорий, но там есть лишь небольшое число носителей в городе Форт Смит.
Во многих районах кри — живой язык общины, на котором говорит большинство населения, и который преподается в школах. В других областях его использование серьёзно сокращается.
По сравнению с другими языками коренных народов Америки, кри не подвержен серьёзной опасности, однако из-за отсутствия поддержки это может измениться в худшую сторону.